# Doug Everett
Douglas Newton „Doug“ Everett (* 3. April 1905 in Cambridge, Massachusetts; † 14. September 1996 in Concord, New Hampshire) war ein US-amerikanischer Eishockeyspieler.

## Karriere
Doug Everett begann seine Karriere als Eishockeyspieler am Dartmouth College, an dem er 1926 seinen Abschluss machte. Im Amateur-Eishockey spielte er für den Boston University Club sowie den Concord Hockey Club. Im Anschluss an seine Eishockeykarriere war er als Banker tätig. Im Jahr 1974 wurde er in die United States Hockey Hall of Fame aufgenommen. Ihm zu Ehren erhielt das lokale Eisstadion in Concord den Namen Douglas N. Everett Ice Skating Arena.

### International
Für die USA nahm Everett an den Olympischen Winterspielen 1932 in Lake Placid teil, bei denen er mit seiner Mannschaft die Silbermedaille gewann. Er selbst erzielte in fünf Spielen vier Tore.

## Erfolge und Auszeichnungen
- 1932 Silbermedaille bei den Olympischen Winterspielen
- 1974 Aufnahme in die United States Hockey Hall of Fame